# Andrea True
Andrea True (fødenavn Andrea Marie Truden) (26. juli 1943 – 7. november 2011) var en amerikansk pornoskuespiller og sangerinde under discoæraen i gruppen Andrea True Connection.